# Leaving on a Mayday
 (février 2023).
Si vous disposez d'ouvrages ou d'articles de référence ou si vous connaissez des sites web de qualité traitant du thème abordé ici, merci de compléter l'article en donnant les références utiles à sa vérifiabilité et en les liant à la section « Notes et références ».
Albums de Anna Ternheim
Halfway to Fivepoints
(2008) The Night Visitor
(2011)
Leaving on a Mayday est le quatrième album d'Anna Ternheim, sorti le 25 novembre 2008 en France.

## Liste des titres
Les dix pistes de cet album sont :
1. What Have I Done
2. Damaged Ones
3. Terrified
4. Let It Rain
5. My Heart Still Beats for You
6. No, I Don't Remember
7. Summer Rain
8. Losing You
9. Off the Road
10. Black Sunday Afternoon